# Slippin' Away
Slippin' Away è il primo album come solista di Chris Hillman, pubblicato dalla Asylum Records nel 1976.

## Tracce
Brani composti da Chris Hillman, eccetto dove indicato.
Lato A
1. Step on Out – 3:16 (Chris Hillman, Peter Knobler)
2. Slippin' Away – 3:43
3. Falling Again – 4:06
4. Take It on the Run – 3:23
5. Blue Morning – 3:50

Durata totale: 18:18
Lato B
1. Witching Hour – 4:24 (Stephen Stills)
2. Down in the Churchyard – 4:02 (Chris Hillman, Gram Parsons)
3. Love Is the Sweetest Amnesty – 3:42 (Danny Douma)
4. Midnight Again – 3:35
5. (Take Me in Your) Lifeboat – 2:45

Durata totale: 18:28

## Musicisti
Step on Out
- Chris Hillman - basso, chitarra acustica, voce, accompagnamento vocale
- George Terry - chitarra solista
- Steve Cropper - chitarra ritmica
- Paul Harris - tastiere
- Jim Gordon - batteria
- Joe Lala - percussioni
- Herb Pedersen - accompagnamento vocale
- Timothy B. Schmit - accompagnamento vocale

Slippin' Away
- Chris Hillman - voce, accompagnamento vocale
- Steve Cropper - chitarra solista
- Al Perkins - chitarra pedal steel
- Paul Harris - tastiere
- Lee Sklar - basso
- Russ Kunkel - batteria
- Joe Lala - percussioni
- Flo and Eddie - accompagnamento vocale (Oooooh's)
- Herb Pedersen - accompagnamento vocale
- Timothy Schmit - accompagnamento vocale

Falling Again
- Chris Hillman - chitarra a sei corde, chitarra a dodici corde, voce, basso, accompagnamento vocale
- George Terry - chitarra elettrica ritmica
- Paul Harris - pianoforte
- Al Perkins - chitarra pedal steel
- Albhy Galuten - sintetizzatore A.R.P.
- Jim Fielder . basso
- Jim Gordon - batteria
- Joe Lala - percussioni
- Herb Pedersen - accompagnamento vocale

Take It on the Run
- Chris Hillman - chitarra elettrica, voce, accompagnamento vocale
- Al Perkins - chitarra elettrica
- Donnie Dacus - chitarra slide
- Paul Harris - tastiere
- Jim Fielder - basso
- Jim Gordon - batteria
- Joe Lala - percussioni
- Rick Roberts - accompagnamento vocale

Blue Morning
- Chris Hillman - chitarra acustica, voce, accompagnamento vocale
- Steve Cropper - chitarra elettrica
- Al Perkins - chitarra pedal steel
- Paul Harris - tastiere
- Donald Duck Dunn - basso
- Jim Goedon - batteria
- Joe Lala - percussioni
- Rick Roberts - accompagnamento vocale

Witching Hour
- Chris Hillman - chitarra acustica a dodici corde , basso, voce, accompagnamento vocale
- Sam Broussard - chitarra ritmica elettrica
- Paul Harris - tastiere
- Donnie Dacus - chitarra slide
- Albhy Galuten - sintetizzatore A.R.P.
- David Garibaldi - batteria
- Joe Lala - percussioni
- Rick Roberts - accompagnamento vocale

Down in the Churchyard
- Chris Hillman - chitarra acustica, mandolino, voce, accompagnamento vocale
- George Terry - chitarra solista
- Al Perkins - chitarra ritmica elettrica
- Paul Harris - tastiere
- Howard Albert - marimba
- Jim Fielder - basso
- Jim Gordon - batteria
- Joe Lala - percussioni
- Herb Pedersen - accompagnamento vocale
- Timothy B. Schmit - accompagnamento vocale

Love Is the Sweetest Amnesty
- Chris Hillman - chitarra elettrica, voce, accompagnamento vocale
- Steve Cropper - chitarra solista
- Al Perkins - chitarra pedal steel
- Ivory Joe Harris - tastiere
- Lee Sklar - basso
- Russ Kunkel - batteria
- Joe Lala - tamburello, battito delle mani (handclaps)
- Rick Roberts - battito delle mani (handclaps)
- Herb Pedersen - accompagnamento vocale

Midnight Again
- Chris Hillman - basso, chitarra acustica, voce, accompagnamento vocale
- Al Perkins - chitarra solista (pullstring)
- Steve Cropper - chitarra elettrica ritmica
- Paul Harris - pianoforte
- Abhy Galuten - sintetizzatore A.R.P.
- Jim Gordon - batteria
- Rick Roberts - accompagnamento vocale

(Take Me in Your) Lifeboat
- Chris Hillman - mandolino, voce solista
- Bernie Leadon - chitarra acustica, voce baritono
- Herb Pedersen - banjo, voce tenore
- Byron Berline - fiddle, voce basso
- Lee Sklar - basso